# Willi Horn
Willi Horn, född 17 januari 1909 i Berlin, död 31 maj 1989, var en tysk kanotist.
Horn blev olympisk silvermedaljör i F-2 10 000 meter vid sommarspelen 1936 i Berlin.